# انگوران (خمیر)
انگوران، روستایی در دهستان کشار بخش مرکزی شهرستان خمیر در استان هرمزگان ایران است.

## جمعیت
بر پایه سرشماری عمومی نفوس و مسکن در سال ۱۳۹۵، جمعیت این روستا برابر با ۲۲۰ نفر (۵۹ خانوار) بوده‌است.